# Myon and Shane 54
A Myon & Shane 54 magyar elektronikus zenei duó volt, amelyet Égető Márió ("Myon") és Császár Előd ("Shane 54") alkotott. 2008-ban alakultak, 2016-ban feloszlottak.
A DJ Mag 2012-es "Top 100 DJs" szavazásán a 80. helyet szerezték meg.
"Lie to Me" című daluk 2013-ban a Billboard Dance listájának első helyén állt.

## Válogatáslemezek
- 2010: International Departures Soundtracks
- 2012: International Departures, Vol. 2 - Summer of Love
- 2013: In Search of Sunrise 11: Las Vegas

### Kislemezek
- 2008: Not a Lot Left
- 2008: The Beach
- 2008: Trapped
- 2008: Vampire
- 2009: All Night Rock And Roll
- 2009: Helpless
- 2010: Ibiza Sunrise
- 2010: Safe (Wherever You Are)
- 2011: International Departures
- 2011: Futuristic
- 2012: The Great Divide
- 2013: Lights
- 2013: Outshine
- 2013: Lie to Me
- 2013: Strangers
- 2013: Hurricane
- 2014: Under Your Cloud
- 2014: If I Fall
- 2014: Summer of Love
- 2015: Wicked Game
- 2016: Round We Go